# Ofeq

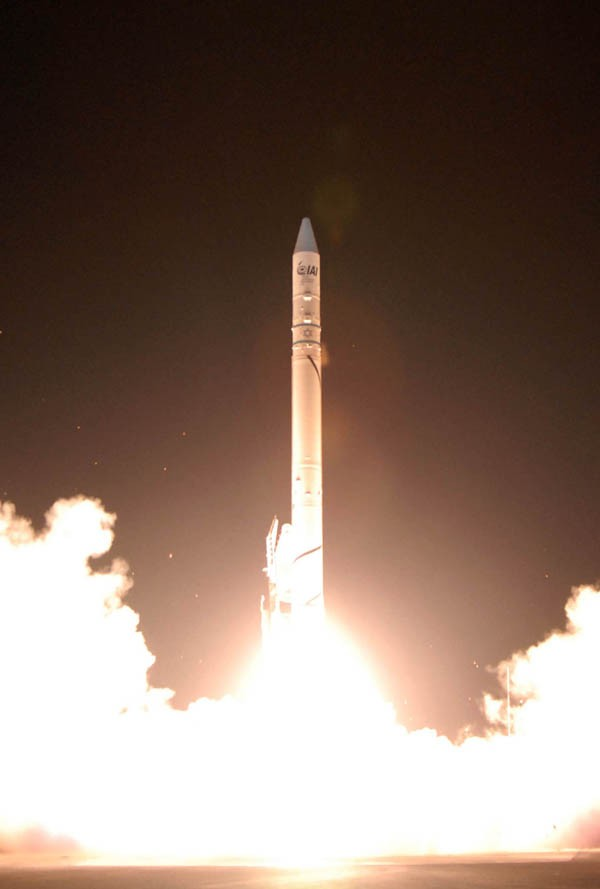
Start von Ofeq 7

Ofeq (hebräisch אופק für Horizont) ist die Bezeichnung einer israelischen Serie von Aufklärungssatelliten, die 1988 begonnen wurde.
Alle Satelliten, bis auf Ofeq 8, wurden mit Shavit-Raketen vom Raketenstartplatz auf der Luftwaffenbasis Palmachim aus in retrograde Umlaufbahnen gestartet. Diese erfordern einen um ca. 11 % höheren Antriebsimpuls und erfordern mindestens rund 30 % mehr Treibstoff. Diese Aufstiegsbahnen bieten allerdings den Vorteil, dass ausgebrannte Raketenstufen nur in das Mittelmeer und nicht auf das Territorium östlich gelegener benachbarter und meist feindliche gesinnter Staaten fallen und dort evtl. in bewohnten Gebieten niedergehen könnten. Alle bisherigen Flugbahnen befinden sich im LEO und haben daher Umlaufzeiten von ca. 90 Minuten.
Der Start von Ofeq 1 machte Israel zur achten Nation, die eigene Satelliten mit einem eigenen Transportsystem in den Orbit bringen kann. Die Satelliten werden im Auftrage des israelischen Verteidigungsministeriums von Israel Aerospace Industries (IAI), die optischen Bestandteile von Elbit Systems für die Israel Space Agency hergestellt.
Ab Ofeq 3 dienten alle Satelliten der militärischen Aufklärung. Die gewonnenen Daten werden von der Nachrichtendienstlichen Einheit des israelischen Militärgeheimdienstes Aman ausgewertet.

## Satelliten

### Ofeq 1
Ofeq 1 wurde am 19. September 1988 gestartet und besaß ein Gewicht von 155 Kilogramm. Er umkreiste die Erde auf einer Umlaufbahn mit einem Perigäum von 249 Kilometern und einem Apogäum von 1149 Kilometern auf einer um 142,9 Grad geneigten Bahn. Er führte hauptsächlich Tests seiner Solarzellen und der Funkübertragung durch. Er verglühte planmäßig beim Wiedereintritt in die Erdatmosphäre am 14. Januar 1989 und hat die COSPAR-Bezeichnung 1988-087A.

### Ofeq 2
Der am 3. April 1990 gestartete Ofeq 2 umkreiste die Erde auf einer um 143,2 Grad geneigten Bahn mit einem Perigäum von 149 Kilometern und einem Apogäum von 251 Kilometern. Ofeq 2 führte Kommunikationstests durch. Er verglühte beim Wiedereintritt in die Erdatmosphäre am 9. Juli 1990 und hat die COSPAR-Bezeichnung 1990-027A.

### Ofeq X
Ein weiterer Satellit der Ofeq-Serie, der am 15. September 1994 gestartet wurde. Man geht davon aus, dass dieser Start ein Fehlschlag gewesen war.

### Ofeq 3

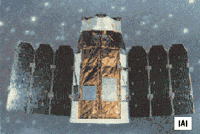
Ofeq 3

Der Aufklärungssatelliten Ofeq 3 wurde am  5. April 1995 mit der neuen Raketenversion Shavit-1 gestartet. Es wog 225 kg und hatte ein Perigäum von 369 km und war der erste operative israelischen Satellit zur militärischen Aufklärung mittels Fotografie. Er hat die COSPAR-Bezeichnung 1995-018A. Am 25. Oktober 2000 trat der Satellit wieder in die Erdatmosphäre ein.

### Ofeq 4
Ofeq 4, ein weiterer Aufklärungssatelliten wurde am 22. Januar 1998 gestartet, gelangte jedoch nicht auf seine Erdumlaufbahn und ging verloren. Er hat die COSPAR-Bezeichnung 1998-F01.

### Ofeq 5
Am 28. Mai 2002 startete der Aufklärungssatellit Ofeq 5. Der 300 Kilogramm schwere Satellit umrundet die Erde auf einer um 143,5 Grad geneigten Bahn mit einem Perigäum von 262 Kilometern und einem Apogäum von 774 Kilometern.
Im Laufe seiner Mission wurde sein Perigäum auf 369 km angehoben und sein Apogäum auf 771 Kilometer abgesenkt um seine Lebensdauer zu verlängern. Ofeq 5 – 7 und 9 bilden die zweite, verbesserte Generation israelischer Aufklärungssatelliten. Ofeq 5 hat die COSPAR-Bezeichnung 2002-025A.

### Ofeq 6
Am 6. September 2004 schlug der Start des Aufklärungssatelliten Ofeq 6 fehl. Die dritte Stufe trennten sich nicht von der zweiten Stufe der Trägerrakete, die mit der Nutzlast ins Meer stürzte. Er hat die COSPAR-Bezeichnung 2004-F01.

### Ofeq 7
Ofeq 7 wurde am 10. Juni 2007 erstmals mit einer Shavit-2-Rakete von Palmachim aus gestartet. Er wiegt 300 kg und soll aus seiner 300 bis 600 Kilometern hohen Erdumlaufbahn Bilder mit einer Auflösung von 0,7 m von der Erde machen. Ofek-7 soll den am 28. Mai 2002 gestarteten Satelliten Ofek-5 ersetzen. Er hat die COSPAR-Bezeichnung 2007-025A.

### Ofeq 8
Der Radaraufklärungssatellit TechSAR 1, auch als Ofeq 8 bezeichnet, wurde am 21. Januar 2008 vom Satish Dhawan Space Centre auf Sriharikota, Indien aus mit einer indischen PSLV-Trägerrakete in seine Umlaufbahn gebracht. Ofeq 8 trägt die COSPAR-Bezeichnung 2008-002A.

### Ofeq 9
Ofeq 9 wurde am 22. Juni 2010 gestartet. Das Perigäum der Umlaufbahn beträgt etwa 320 Kilometer und das Apogäum 580 Kilometer bei einer Bahnneigung von 141,8°. Der 300 kg schwere und 2,1 m hohe Satellit soll optische Aufklärung im Bereich zwischen 40° Nord und 40° Süd betreiben und liefert aus 500 km Höhe Bilder mit einer Auflösung von mindestens 70 cm. Er ergänzt die noch  aktiven Ofeq 5, Ofeq 7 und TechSAR.  Ofeq 9 hat die COSPAR-Bezeichnung 2010-031A.

### Ofeq 10
Ofeq 10, auch als TechSAR 2 bezeichnet, startete am 9. April 2014, ist 400 kg schwer und ist eine verbesserte Variante von Ofeq 8. Es wurde wie bei Ofeq 8 ein Synthetic Aperture Radar verwendet. Ofeq 10 hat die COSPAR-Bezeichnung 2014-019A.

### Ofeq 11
Ofeq 11 startete am 13. September 2016. Der Satellit erreichte zwar seine Umlaufbahn, arbeitete dort aber zunächst nicht wie erwartet. Die nicht näher genannten Probleme konnten aber offenbar nach ein paar Tagen gelöst werden. Mit Ofeq 11 startete eine neue, die vierte Generation israelischer  Aufklärungssatelliten. Ofeq 11 hat die COSPAR-Bezeichnung 2016-056A.

### Ofeq 13
Ofeq 13, auch als TechSAR 3 bezeichnet, startete am 29. März 2023 um 01:10 MESZ (Nach UTC um 23:10 am 28. März 2023), ist 400 kg schwer und ist ein Nachfolger von Ofeq 8 und 10. Es wurde wie bei Ofeq 8 und 10 ein Synthetic Aperture Radar verwendet. Ofeq 13 hat die COSPAR-Bezeichnung 2023-044A.

### Ofeq 16
Ofeq 16 startete am 6. Juli 2020 um 4:00 Uhr morgens Ortszeit mit einer Shavit-Rakete. Der Satellit erreichte planmäßig seine Umlaufbahn und begann mit der Datenübertragung. Seine COSPAR-Bezeichnung ist 2020-044A.